# Talhänge bei Göttin
Die Talhänge bei Göttin sind ein Naturschutzgebiet in den schleswig-holsteinischen Gemeinden Göttin, Grambek und Besenthal im Kreis Herzogtum Lauenburg.
Das gut 71 Hektar große Naturschutzgebiet ist unter der Nummer 133 in das Verzeichnis der Naturschutzgebiete des Ministeriums für Landwirtschaft, Umwelt und ländliche Räume eingetragen. Es wurde 1990 ausgewiesen (Datum der Verordnung: 29. März 1990). Zuständige untere Naturschutzbehörde ist der Kreis Herzogtum Lauenburg.
Das aus zwei Teilflächen bestehende Gebiet liegt nördlich und südlich von Göttin am Ostrand der eiszeitlichen Delvenau-Schmelzwasserrinne südlich von Mölln. Es ist Bestandteil des FFH-Gebietes „Talhänge bei Göttin, Grambeker Teiche und Umgebung“.
Das Naturschutzgebiet wird von bewaldeten Flächen und Resten der Lauenburgischen Wärmeheide, einer historischen Kulturlandschaft mit überwiegend trockenen Standorten geprägt. Das Gebiet wurde früher mit Schafen beweidet, wodurch eine offene Zwergstrauchheidenlandschaft entstand. Nach dem Ende der Beweidung wurden die Hänge zwischen Grambek und Bergholz aufgeforstet. In den 1980er-Jahren wurden Kiefernaufforstungen großflächig gerodet, um den verbliebenen Heideflächen die Möglichkeit zur Ausbreitung zu geben.
Das Naturschutzgebiet wird unter der Federführung der Stiftung Herzogtum Lauenburg von den Vereinigten Umweltfreunden Gudow und dem Botanischen Verein zu Hamburg betreut. An das Schutzgebiet schließen sich landwirtschaftliche Nutzflächen an. An die nördlich Göttin liegende Teilfläche, die von der Bundesautobahn 24 durchschnitten wird, grenzen auch Waldflächen.